# Termitidae
Termitidae é a maior família na subordem dos cupins, com 1958 espécies (aproximadamente três quartos de todos os cupins conhecidos). São os chamados "cupins superiores".
Na aparência e modo de vida os cupins Termitidae apresentam variações relevantes perante as outras famílias. Eles formam uma das sociedades mais complexas de todos os cupins e constroem ninhos de acordo com a espécie; os ninhos podem variar de estruturas simples de passagens e câmaras em árvores para estruturas monumentais, semelhantes às construídas por algumas espécies nas savanas da África.
As estratégias de alimentação dentro da família também são muito variadas. Os cupins Termitidae não têm os microrganismos degradadores de celulose no intestino como os outros cupins têm. Em vez disso, eles quebram alimentos com auxílio bactérias anaeróbias, em relação de protocooperação. Muitos também produzem suas próprias bactérias, sem que haja necessidade de infecção entre gerações.
A maioria das espécies é herbívora, alimentando-se de várias gramíneas e sementes; mas há aqueles que, como as formigas, estimulam o surgimento de fungos em câmaras subterrâneas, ou se alimentam de detritos e alguns até comem madeira. As espécies que se alimentam de madeira representam apenas uma pequena fração do número total de espécies na família e elas preferem se alimentar de madeira que já está entrelaçada por fios de fungos.
A família é principalmente vista em áreas tropicais e subtropicais. Enquanto os cupins normais têm entre 2 a 22mm, a rainha pode chegar a medir até 120 milímetros; somente ela e o rei, que cuida da prole, têm asas. Ambos podem ainda viver por até 10 anos.

## Taxonomia
As subfamílias de Termitidae são:  
- - Subfamília Apicotermitinae Grassé & Noirot, 1954 [1955] (synonym: Indotermitidae Roonwal & Sen Sarma in Roonwal, 1958)
  - Subfamília Cubitermitinae Weidner, 1956
  - Subfamília Foraminitermitinae Holmgren, 1912 (synonym: Pseudomicrotermitinae Holmgren, 1912)
  - Subfamília Macrotermitinae Kemner, 1934, nomen protectum [ICZN 2003] (synonyms: Acanthotermitinae Sjöstedt, 1926, nomen rejiciendum [ICZN 2003]; Odontotermitini Weidner, 1956
  - Subfamília Nasutitermitinae Hare, 1937
  - Subfamília Sphaerotermitinae Engel & Krishna, 2004a
  - Subfamília Syntermitinae Engel & Krishna, 2004a (synonym: Cornitermitinae Ensaf et al., 2004, nomen nudum)
  - Subfamília Termitinae Latreille, 1802 (synonyms: Microcerotermitinae Holmgren, 1910b; Amitermitinae Kemner, 1934; Mirocapritermitinae Kemner, 1934; Mirotermitini Weidner, 1956; Capritermitini Weidner, 1956)

## Reprodução
A rainha chega a botar 30.000 ovos por dia no período reprodutivo. O estágio de ninfa se estende por três meses.